# Svetovno prvenstvo športnih dirkalnikov sezona 1968
Svetovno prvenstvo športnih dirkalnikov sezona 1968 je bila šestnajsta sezona Svetovnega prvenstva športnih dirkalnikov, ki je potekalo med 3. februarjem in 29. septembrom 1968. Naslov konstruktorskega prvaka sta osvojila Ford (S in P) in Porsche (GT).

## Spored dirk
| Št | Ime                  | Dirkališče                     | Datum                        |
| -- | -------------------- | ------------------------------ | ---------------------------- |
| 1  | 24 ur Daytone        | Daytona International Speedway | 3. februar 4. februar        |
| 2  | 12 ur Sebringa       | Sebring International Raceway  | 23. marec                    |
| 3  | BOAC 500†            | Brands Hatch                   | 7. april                     |
| 4  | 1000 km Monze        | Autodromo Nazionale Monza      | 25. april                    |
| 5  | Targa Florio         | Palermo                        | 5. maj                       |
| 6  | 1000 km Nürburgringa | Nürburgring                    | 19. maj                      |
| 7  | 1000 km Spaja        | Circuit de Spa-Francorchamps   | 26. maj                      |
| 8  | 6 ur Watkins Glena   | Watkins Glen International     | 14. julij                    |
| 9  | 500 km Zeltwega†     | Zeltweg Airfield               | 25. avgust                   |
| 10 | 24 ur Le Mansa       | Circuit de la Sarthe           | 28. september 29. september‡ |

- † - Le za športne dirkalnike.
- ‡ - Prestavljeno zaradi stavke.

## Rezultati

### Po dirkah
| Št | Dirkališče        | Zmag. moštvo šp. dir.          | Zmag. moštvo GT                         | Poročilo |
| Št | Dirkališče        | Zmag. dirkač(a) šp. dir.       | Zmag. dirkača (-i) GT                   | Poročilo |
| -- | ----------------- | ------------------------------ | --------------------------------------- | -------- |
| 1  | Daytona           | #54 Porsche Engineering        | #31 Sunray DX Oil Company               | Poročilo |
| 1  | Daytona           | Vic Elford Jochen Neerspasch   | Jerry Grant Dave Morgan                 | Poročilo |
| 2  | Sebring           | #49 Porsche Engineering        | #3 Sunray DX Oil Company                | Poročilo |
| 2  | Sebring           | Jo Siffert Hans Herrmann       | Hap Sharp Dave Morgan                   | Poročilo |
| 3  | Brands Hatch      | #4 John Wyer Automotive        | -                                       | Poročilo |
| 3  | Brands Hatch      | Jacky Ickx Brian Redman        |                                         | Poročilo |
| 4  | Monza             | #40 John Wyer Automotive       | #68 IGFA                                | Poročilo |
| 4  | Monza             | Paul Hawkins David Hobbs       | Dieter Glemser Helmut Kelleners         | Poročilo |
| 5  | Palermo           | #224 Porsche Engineering       | #82 Ecurie Les Corsaires                | Poročilo |
| 5  | Palermo           | Vic Elford Umberto Maglioli    | Claude Haldi Pierre Greub Edgar Berney  | Poročilo |
| 6  | Nürburgring       | #2 Porsche Engineering         | #110 Sepp Gregor                        | Poročilo |
| 6  | Nürburgring       | Jo Siffert Vic Elford          | Sepp Gregor Malte Huth                  | Poročilo |
| 7  | Spa-Francorchamps | #33 John Wyer Automotive       | #63 IGFA                                | Poročilo |
| 7  | Spa-Francorchamps | Jacky Ickx Brian Redman        | Dieter Glemser Helmut Kelleners         | Poročilo |
| 8  | Watkins Glen      | #5 John Wyer Automotive        | #59 Brumos Porsche                      | Poročilo |
| 8  | Watkins Glen      | Jacky Ickx Lucien Bianchi      | Peter Gregg Bert Everett                | Poročilo |
| 9  | Zeltweg           | #1 Porsche Engineering         | -                                       | Poročilo |
| 9  | Zeltweg           | Jo Siffert                     |                                         | Poročilo |
| 10 | La Sarthe         | #9 John Wyer Automotive        | #43 Jean-Pierre Gaban                   | Poročilo |
| 10 | La Sarthe         | Pedro Rodriguez Lucien Bianchi | Jean-Pierre Gaban Roger van der Schrick | Poročilo |

### Konstruktorsko prvenstvo
Točkovanje po sistemu 9-6-4-3-2-1, točke dobi le najbolje uvrščeni dirkalnik posameznega konstruktorja.

#### Skupno prvenstvo
| Poz | Konstruktor    | 1. | 2. | 3. | 4. | 5. | 6. | 7. | 8. | 9.† | 10. | Skupaj |
| --- | -------------- | -- | -- | -- | -- | -- | -- | -- | -- | --- | --- | ------ |
| 1   | Ford           |    |    | 9  | 9  |    | 4  | 9  | 9  | 2   | 9   | 45     |
| 2   | Porsche        | 9  | 9  | 6  | 6  | 9  | 9  | 6  | 3  | 4.5 | 6   | 42     |
| 3   | Alfa Romeo     | 3  |    |    |    | 6  | 2  |    |    | 1.5 | 3   | 15.5   |
| 4=  | Chevrolet      |    | 4  |    |    |    |    |    |    |     |     | 4      |
| 4=  | Howmet         |    |    |    |    |    |    |    | 4  |     |     | 4      |
| 4=  | Alpine-Renault |    |    |    | 4  |    |    |    |    |     |     | 4      |
| 7   | Ferrari        |    |    | 2  |    |    |    |    |    |     |     | 2      |
| 8   | Lola           |    |    | 1  |    |    |    |    |    |     |     | 1      |

- † - Zaradi skrajšanja dirke so bile podeljene polovične točke.

#### Prvenstvo GT
| Poz | Konstruktor | 1. | 2. | 4. | 5. | 6. | 7. | 8. | 10. | Skupaj |
| --- | ----------- | -- | -- | -- | -- | -- | -- | -- | --- | ------ |
| 1   | Porsche     | 6  | 6  | 9  | 9  | 9  | 9  | 9  | 9   | 45     |
| 2   | Chevrolet   | 9  | 9  |    |    |    |    | 6  |     | 24     |
| 3   | MG          |    | 1  | 2  |    |    | 6  |    |     | 9      |
| 4   | Lancia      |    |    |    | 4  |    |    |    |     | 4      |
| 5   | Fiat        |    |    | 1  |    |    |    |    |     | 1      |